# 위자료 (영화)
"위자료"는 1971년에 개봉한 대한민국의 영화이다.

## 캐스팅
- 김지미
- 김진규
- 장미화
- 이예춘
- 사미자
- 여운계
- 남미리
- 김남일
- 박예숙
- 문미봉
- 전영주
- 조덕성
- 윤일주
- 노강
- 나정옥
- 장인환
- 고설봉
- 김성숙
- 임해림